# Пэ Ёнджун
Пэ Ён Джун (кор. 배용준?, 裵勇俊?, род. 29 августа 1972, Сеул) — южнокорейский актёр, наиболее известный участием во многих популярных теледрамах.

## Биография
Пэ родился в Сеуле. Окончил Il-mun Preschool and Myung-il Elementary School, после чего учился в PaiChai Middle School и Hanyoung High School.
Дебютом для Пэ стал фильм PpilKu в 1994 году. А позже он принял участие в таких телесериалах как «Salut D’Amour» и «Six Steps to Separation».
Впервые получить признание критиков Пэ удалось после появления во второстепенной роли в сериале «Sunny Place of the Young», где он играл роль наследника косметической компании и лучшего друга главного героя, роль которого исполнил Ли Джон Вон. Его следующей примечательной работой стал сериал «First Love», где он сыграл роль Чхан У, умного молодого человека с загадочным прошлым, который бросает юридическую школу, чтобы присоединиться к банде преступников и отомстить за свою семью.
После 1999 года, Пэ решил на время отойти от актёрской деятельности, чтобы сосредоточиться на своём образовании в университете Sung Kyun Kwan, где его специальностью было киноведение.
В 2001 он вернулся на «малый экран» с сериалом «Hotelier». А на следующий год снялся в сериале «Зимняя соната», который принёс ему популярность по всей Азии. Несмотря на то, что это была теледрама, а не кинофильм, в Японии её посмотрело около 20 % населения. Такая популярность позволила Пэ и его партнёрше по сериалу Чхве Джи У поменять место своей основной актёрской деятельности с Кореи на Японию. Другие корейские фильмы и сериалы пользовались также значительной популярности на волне успеха «Зимней сонаты». Роль Кан Чжун Сана из «Зимней сонаты» сделала Пэ главной фигурой так называемой «Корейской волны».
Значительно прибавила ему популярности в Японии и Юго-Восточной Азии роль Чо Вона в фильме Скрываемый скандал.

## Фильмография

### Фильмы
- 2005 — Апрельский снег
- 2003 — Скрываемый скандал
- 1995 — PpilKu

### Теледрамы
- 2011 — Одержимые мечтой / Dream High в роли президента Jung Ha Myung (1-4 серии)
- 2007 — The Story of the First King’s Four Gods (MBC) — король Чусин
- 2007 — Hotelier (TV Asahi) (TV Asahi) — Син Донхёк, Фрэнк
- 2002 — Зимняя соната (Winter Sonata, KBS) — Кан Джунсан / Ли Минхён
- 2001 — Hotelier (MBC) — Син Донхёк, Фрэнк
- 1999 — Did We Really Love? (True To Love MBC) — Кан Джэхо
- 1998 — The Barefooted Youth (KBS)
- 1997 — First Love (KBS) — Сон Чхану
- 1996 — Papa (KBS) — Чхве Хёнджон
- 1995 — A Sunny Place of The Young (KBS)
- 1995 — Sea Breeze (PSB) — Чан Мухён
- 1995 — Six Steps to Separation (KBS)
- 1994 — Salut D’Amour (Love Greeting) (KBS) — Ким Ёнмин

### Аниме
- 2009: Winter Sonata (Key East, Total Promotion)

## Награды
- 2008: Орден «За заслуги в культуре» 5 класса[2]
- 2007: MBC drama awards: Daesang award
- 2007: MBC drama awards: Best couple (вместе с Ли Джиа)
- 2007: MBC drama awards: Popularity award
- 2004: 40th Baeksang: Rookie Award
- 2003: Blue Dragon: Best Newcomer & Popular Star award
- 2002: KBS Drama: Popular Actor Award & Best Actor Award
- 2002: 38th Bak Sang: Popularity award
- 1997: 33rd Bak Sang: Popularity award
- 1996: KBS Drama: The Excellent Actor Award & The Popular Actor Award
- 1995: KBS Drama: Rookie Award & Photogenic Award